# Longin Rudasingwa
Longin Rudasingwa – rwandyjski trener piłkarski.

## Kariera trenerska
Od 1995 do 2000 trenował Rayon Sports FC. W 1998 został mianowany na stanowisko głównego trenera narodowej reprezentacji Rwandy. Po rezygnacji Rudi Gutendorfa w październiku 2000 roku ponownie stał na czele zespołu z Rwandy.

## Sukcesy i odznaczenia

### Sukcesy trenerskie
- mistrz Rwandan Premier League: 1997, 1998
- zdobywca Rwandan Cup: 1995, 1998
- zdobywca Klubowego Pucharu CECAFA: 1998